# Wesley Newcomb Hohfeld
Wesley Newcomb Hohfeld (8 de Agosto de 1879, Oakland, Califórnia – 21 de Outubro de 1918, Alameda, Califórnia) foi um jurista Estadunidense. Ele foi o autor do livro fundamental Concepções Jurídicas Fundamentais Aplicada na Racionalidade Judicial e Outros Ensaios Jurídicos (Fundamental Legal Conceptions as Applied in Judicial Reasoning and Other Legal Essays, " 1919).
Durante sua vida, publicou apenas um punhado artigos em periódicos jurídicos. Após sua morte, o material que formaria a base de Concepções Jurídicas Fundamentais  foi derivado a partir de dois artigos no Yale Law Journal  (Jornal Jurídico de Yale - 1913, e 1917), que tinham sido parcialmente revisados visando à publicação. Houve trabalho editorial realizado para concluir as revisões, e o livro foi publicado com a inclusão das notas manuscritas que Hohfeld tinha deixado, e mais sete outros artigos.
O trabalho continua a ser uma forte contribuição para a compreensão moderna da natureza dos direitos e as implicações da liberdade. Para refletir a contínua importância de Hohfeld, um assento na Universidade de Yale é nomeado em sua homenagem. O assento está desocupado desde 2016, mas foi ocupado por último por Jules Coleman, que se aposentou em 2012.

## Carreira
Wesley Newcomb Hohfeld nasceu na Califórnia, em 1879. Ele se formou na Universidade da Califórnia, Berkeley, em 1901. Ele foi aceito na Faculdade de Direito de Harvard, onde foi editor da revista Harvard Law Review, e formou-se em 1904, com honras.
De 1905 a 1913 Hohfeld lecionou na Faculdade de Direito de Stanford. Ele então se mudou para a Yale Law School, onde lecionou até sua morte em 1918.

## Hohfeld como professor de jurisprudência
Jurisprudência é o ramo da filosofia que lida com os princípios do direito e os sistemas jurídicos através dos quais a lei é aplicada. A contribuição de Hohfeld foi a de simplificar; ele criou uma análise muito precisa que fazia a distinção entre conceitos jurídicos fundamentais e depois identificava o quadro de suas relações. Seu trabalho oferece um método sofisticado para desconstruir princípios jurídicos amplos para isolar seus elementos componentes. Ao mostrar como as relações jurídicas são conectadas umas às outras, a decorrente análise aponta implicações políticas e identifica os problemas que surgem na tomada prática de decisões.

## Análise Hohfeldiana

### Visão geral
Hohfeld notou que até mesmo os juristas mais respeitados confundem vários significados do termo direito, às vezes alternando sentidos da palavra repetidamente em uma única frase. Ele escreveu que tal imprecisão da linguagem indicava uma imprecisão concomitante do pensamento, e, portanto, também indicava conclusões jurídicas resultantes. A fim de facilitar o raciocínio e esclarecer decisões, ele tentou distinguir o termo direitos, dividindo-o em oito conceitos distintos. Para eliminar a ambigüidade, ele definiu estes termos em relação aos outros, agrupando-os em quatro pares de Opostos Jurídicos e quatro pares de Correlativos Jurídicos.
| (1)               | (2) | (3)                 | (4)              |                   |                            |
| Opostos Jurídicos |     | Direito Não-direito | Privilégio Dever | Poder Deficiência | Imunidade Responsabilidade |

| (1)                    | (2) | (3)           | (4)                    |                        |                       |
| Correlativos Jurídicos |     | Direito Dever | Privilégio Não-direito | Poder Responsabilidade | Imunidade Deficiência |

Este uso das palavras direito e privilégio correspondem, respectivamente, aos conceitos de direito negativo e direito positivo.
Hohfeld argumentava que direito e dever são conceitos correlativos, ou seja, um deve sempre ser sempre usado com o outro: se A tem o direito contra B, isto é equivalente ao B tendo o dever de honrar o direito de A. Se B não tem nenhum dever, isto significa que B tem um privilégio, ou seja, B pode fazer tudo o que ele ou ela deseja, porque B não tem nenhum dever de abster-se de fazê-lo, e A não tem o direito de proibir B de fazê-lo. Cada indivíduo está posicionado dentro de uma matriz de relações com outros indivíduos. Ao somar os direitos possuídos e os deveres de todas essas relações, o analista pode identificar tanto um grau de liberdade (que um indivíduo consideraria perfeita liberdade, se fosse demonstrado que ninguém tem o direito de impedir tal ato), quanto se o conceito de liberdade é composto por  práticas comumente seguidas, estabelecendo assim princípios morais gerais e direitos civis.

### Exemplos da análise Hohfeldiana
Hohfeld define correlativos em termos do relacionamento entre dois indivíduos. Na teoria dos "direitos in rem", há uma relação direta entre uma pessoa e uma coisa. Os direitos reais são, neste respeito, diferentes dos "direitos in personam", que, por natureza, devem ser exercidos contra uma pessoa, o melhor exemplo disso é quando uma pessoa deve dinheiro à outra. Hohfeld demonstra que essa maneira de compreender os direitos, em geral, é errada. Em particular, Hohfeld demonstra que não há tal coisa como uma relação jurídica entre uma pessoa e uma coisa, uma vez que as relações jurídicas sempre atuam entre duas pessoas. Como as relações jurídicas entre quaisquer duas pessoas são complexas, é útil deconstruí-las em suas formas mais simples. Direitos jurídicos não correspondem à relações Hohfeldianas, mas são compostos delas. Um direito pode ser definido como um agregado das relações Hohfeldianas com outras pessoas.
Hohfeld substitui o conceito de "direito in personam" por "direito paucital" e "direito in rem" por "direito real", através de um composto ou agregação de "direitos multitais". Direitos possuídos por uma pessoa contra uma ou algumas pessoas são 'paucitais' (ou "in personam"), e direitos realizados por uma pessoa contra um grupo indefinido de pessoas são 'multitais' (ou "reais"). Um contrato de direito é paucital (ou "in personam"), pois ele pode ser aplicado apenas contra as partes estabelecidas pelo contrato. Um direito de propriedade é multital (ou "in rem"), porque um proprietário tem o direito de excluir não apenas pessoas específicas da sua terra, mas  "todas as pessoas". O proprietário tem muitos direitos, privilégios, poderes e imunidades; seus multitais são compostos por vários direitos paucitais. Por exemplo, o proprietário tem o direito de proibir as pessoas de pisarem em suas terras, mas não existe apenas um tal direito contra uma massa de pessoas (comunidade), e sim vários direitos paucitais separados, geralmente idênticos em conteúdo, (há tantas instâncias quanto há pessoas na comunidade). Isso é o que Hohfeld chama de direito multitais.
Hohfeld também versou sobre a definição de liberdade. Na análise Hohfeldiana, a liberdade é definida como a ausência tanto de um dever quanto de um direito. B é livre porque ele/ela não tem qualquer obrigação de reconhecer qualquer um dos direitos de A. Isso não impede que B decida fazer o que A quer, pois esta é a essência da liberdade. Nem impede a possibilidade de B aceitar um dever em relação a A para beneficiar C. Em tal situação, C não teria direitos e teria de depender de A para aplicar tais deveres. Na verdade, a liberdade é importante tanto de um ponto de vista moral quanto jurídico, já que apenas as liberdades asseguram que o indivíduo tenha controle sobre suas escolhas sobre quando e como agir. Se alguma coisa interfere com essa escolha, a reação natural é rejeitá-la e buscar outra solução. A corelação entre direito e dever inevitavelmente descreve a forma na qual duas pessoas estão limitadas em suas escolhas de ação, e o observador externo não consegue compreender suas implicações morais e jurídicas sem examinar a natureza do direito possuído por A. Logo, esta relação é qualitativamente diferente. Uma interferência sobre a liberdade seria considerada errada sem examinar-se as provas detalhadamente. Porém, a determinação de uma relação de A como moralmente suspeita só pode ser efetuada pela evidência examinada, precisamente em relação aos deveres de B.

## Leitura Complementar
- American Law Institute.  Restatement of the Law of Property. St.Paul, American Institute Publishers (1936).
- Cook, Walter Wheeler.  "Hohfeld's Contribution to the Science of Law," 28 Yale Law Journal 721 (1918).
- Corbin, Arthur.  "Legal Analysis and Terminology", 29 Yale Law Journal 163 (1919).
- Cullison, Allen. "A Review of Hohfeld's Fundamental Legal Concepts", 16 Cleveland-Marshall Law Review 559 (1967).
- Hohfeld, Wesley Newcomb. Fundamental Legal Conceptions as Applied in Judicial Reasoning, Yale University Press (1946).  The article appeared earlier at 26 Yale Law Journal 710 (1917).
- Hohfeld, Wesley.  Fundamental Legal Conceptions.  Arthur Corbin, ed. (Westport, Conn., Greenwood Press (1978)
- Hohfeld, Wesley. "Some Fundamental Legal Conceptions as Applied in Legal Reasoning," 23 Yale Law Journal 16 (1913).
- Nyquist, Curtis. Teaching Wesley Hohfeld's Theory of Legal Relations, 52 Journal of Legal Education 238 (2002).
- Perry, Thomas.  "A Paradigm of Philosophy: Hohfeld on Legal Rights", 14 American Philosophical Quarterly 41 (January 1977).
- Perry, Thomas.  "Reply in Defense of Hohfeld," 37 Philosophical Studies 203 (1980).
- Schlag, Pierre. "How to Do Things With Hohfeld," 78 Law and Contemporary Problems 185 (2015).
- Singer, Joseph William. The Legal Rights Debate in Analytical Jurisprudence from Bentham to Hohfeld, 1982 Wisconsin Law Review 975.
- Vatiero, Massimiliano (2010), «From W. N. Hohfeld to J. R. Commons, and Beyond? A "Law and Economics" Enquiry on Jural Relations», American Journal of Economics and Sociology, 69 (2), pp. 840–866, doi:10.1111/j.1536-7150.2010.00724.x |journal= e |work= redundantes (ajuda); |DOI= e |doi= redundantes (ajuda)|journal= e |work= redundantes (ajuda); |DOI= e |doi= redundantes (ajuda)  .

## Ligações Externas
- Hohfeld, Wesley Newcomb & Cook, Walter Wheeler (ed.): Fundamental Legal Conceptions as Applied in Judicial Reasoning and Other Legal Essays (Yale University Press, 1919) at Archive.org
- Hohfeld, Wesley Newcomb: Some Fundamental Legal Conceptions as Applied in Judicial Reasoning, 23 Yale Law Journal 16 (1913) at HIIT.fi
- Taking the Right Seriously: Hohfeldian Semiotics and Rights Discourse